# 太陽党
太陽党（たいようとう）は、1996年（平成8年）に、新進党を離党した羽田孜を中心に結成された日本の保守政党。略称は太陽。

## 党名
太陽党という名称は、党首の羽田の好みが反映した名称であると言われている。
いくつかあった候補のうち、有力なものとして「人間党」というものがあったが「政見放送や新聞上で『元・人間』『新・人間』と書かれるぞ」と笑い話にも似た意見があり、最終的に太陽党に落ち着いたと、元党事務局長であった伊藤惇夫が著書『政党崩壊―永田町の失われた十年―』（新潮社、2003年）で記している。
ただし、「人間党」は新進党の党名候補にも挙がっていたほか、1989年の第15回参議院議員通常選挙比例区で候補者を擁立した「人間党」という政治団体が存在した例がある。
なお、2012年11月13日に石原慎太郎らがたちあがれ日本を母体に「太陽の党」を結成したが、同党との関係性はない。

## 党史
1996年（平成8年）

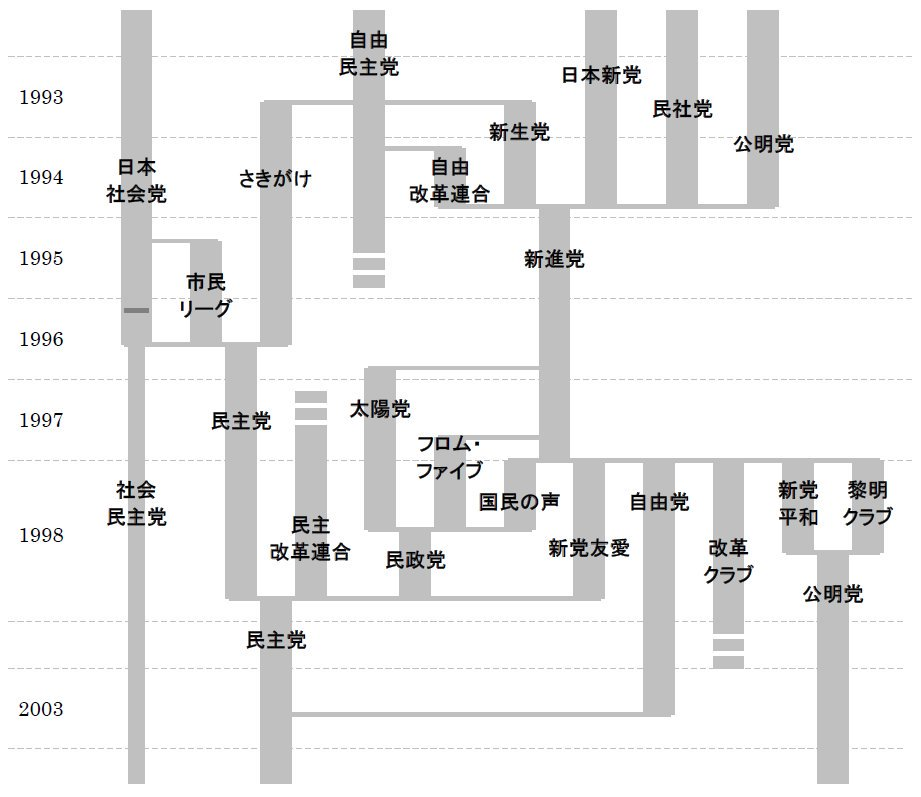
1990年代の政党の離合集散

- 12月26日 新進党党首である小沢一郎との第41回衆議院議員総選挙後の党運営における確執から羽田らが離党して、「太陽党」を結成する。

1997年（平成9年）
- 7月6日 太陽党として唯一の選挙戦となった1997年東京都議会議員選挙では、確認団体として公認候補3名（世田谷区選挙区：阿部俊之・元職、品川区選挙区：今村廉彦・新人、大田区選挙区：新人）を擁立したが、新進党の候補者と共に全員が落選。選挙協力した民主党も伸び悩む。
- 12月27日 新進党が分党し、6党（自由党、新党平和、黎明クラブ、国民の声、新党友愛、改革クラブ）に分裂。

1998年（平成10年）
- 1月8日 太陽党、民主党、新党友愛、国民の声、フロム・ファイブ、民主改革連合が院内会派「民主友愛太陽国民連合」（民友連）を結成する。
- 1月23日 民友連3党（太陽党、国民の声、フロム・ファイブ）が民政党を結成する。
- 4月27日 民友連4党（民主党、民政党、新党友愛、民主改革連合）が統合して、新たに民主党を結成する。

## 役職

### 常任幹事会・執行部役員表
| 役職名           | 氏名     |
| ---------------- | -------- |
| 常任幹事会党首   | 羽田孜   |
| 常任幹事会幹事長 | 畑英次郎 |
| 総務会長         | 前田武志 |
| 政務調査会長     | 粟屋敏信 |
| 国会対策委員長   | 吉田公一 |
| 参議院議員会長   | 北澤俊美 |
| 最高顧問         | 奥田敬和 |
| 幹事長代理       | 小坂憲次 |
| 総務会長代理     | 堀込征雄 |
| 政務調査会長代理 | 岩國哲人 |

### 歴代党首一覧
| 代 | 党首   | 在任期間                                      |
| -- | ------ | --------------------------------------------- |
| 1  | 羽田孜 | 1996年（平成8年）12月 - 1998年（平成10年）1月 |

## 太陽党議員一覧
- 解散時の所属議員を表す。

| 衆議院議員                 | 衆議院議員               | 衆議院議員                 | 衆議院議員             | 衆議院議員            |
| -------------------------- | ------------------------ | -------------------------- | ---------------------- | --------------------- |
| 羽田孜 長野3区、衆10       | 奥田敬和 石川1区、衆10   | 畑英次郎 大分3区、衆8      | 熊谷弘 静岡9区、衆6参1 | 前田武志 奈良4区、衆4 |
| 粟屋敏信 広島2区、衆4      | 小坂憲次 長野1区、衆3    | 堀込征雄 比例北陸信越、衆3 | 吉田公一 東京9区、衆2  | 岩國哲人 東京6区、衆1 |
| 参議院議員                 |                          |                            |                        |                       |
| 北澤俊美 長野県選挙区、参1 | 釘宮磐 大分県選挙区、参1 | 小山峰男 長野県選挙区、参1 |                        |                       |

- 東京都政策委員：阿部俊之（元東京都議会議員）、今村廉彦（松原仁代議士秘書）